# Efe Sodje
Pour les articles homonymes, voir Efe.
Efetobore « Efe » Sodje est un footballeur international nigérian (12 sélections - 1 but) né le 5 octobre 1972 à Greenwich (Angleterre).